# Callicorixa praeusta
Callicorixa praeusta är en insektsart som först beskrevs av Franz Xaver Fieber 1848.  Callicorixa praeusta ingår i släktet Callicorixa och familjen buksimmare. Arten är reproducerande i Sverige. Inga underarter finns listade i Catalogue of Life.

## Bildgalleri

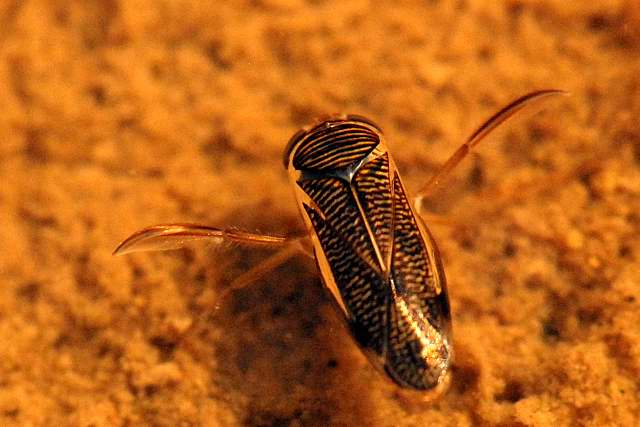